# Laagpakket van Drachten
Het Laagpakket van Drachten of Formatie van Drachten (code: DN) is een laagpakket dat onderdeel uitmaakt van de Formatie van Boxtel.

## Naamgeving
Het Laagpakket van Drachten dankt zijn naam aan de Friese plaats Drachten, waar het materiaal aangetroffen werd in een bouwput aan Het Zuid. Het Laagpakket van Drachten verving de Formatie van Eindhoven voor het noordelijke deel van Nederland. Ook de term Afzettingen van Emmen werd hiervoor gebruikt. Het laagpakket is verwant aan de Tea Kettle Hole Formatie in het Noordzeegebied. Het laagpakket wordt ook vermeld als Formatie van Drachten en Drachten Formatie.

## Ontstaan
Het Laagpakket van Drachten is gevormd onder periglaciale omstandigheden. Dit materiaal is naast eolische processen ook afgezet door fluviatiele en lacustriene processen. Deze processen reduceerden het hoogteverschil tussen het Drents Plateau en het proto-Rijndal. Het Laagpakket van Drachten is gesedimenteerd in het Midden-Pleistoceen en met name gedurende het eerste deel van het Saalien. Gedurende dit glaciaal werd het materiaal afgezet voordat er ijsbedekking optrad en de Formatie van Drente gevormd werd. De veenlagen die in het laagpakket aangetroffen worden, dateren van het Hoogeveen en het Bantega interstadiaal.

## Verspreiding
Dit laagpakket wordt aangetroffen in Friesland, het westelijke en zuidelijke deel van Drenthe. Ook is de eenheid aanwezig in een deel van de Noordoostpolder (zuidelijke rand), op Wieringen en op Texel. Het is tevens te vinden onder het IJsselmeer (tussen Stavoren en Den Oever) en de Waddenzee. De Afsluitdijk ligt erop.

## Lithologie
Het Laagpakket van Drachten wordt gekenmerkt door matig fijn tot matig grof zand. Het zand is kalkloos en siltloos tot matig siltig. Het laagpakket kan fijn grind, laagjes leem of plantenresten (veen) bevatten. In de eenheid zijn sporen van vorstspleten en cryoturbatie aangetroffen. De eenheid heeft een maximale dikte van 15 meter.

## Stratigrafie
Het Laagpakket van Drachten is gelegen op de Formatie van Peelo of op de Formatie van Urk. Met name de kleinere korrelgrootte en het lagere kalkgehalte maken het mogelijk om de formatie te onderscheiden van het Laagpakket van Tynje dat deel uitmaakt van de Formatie van Urk.
Bovenop het Laagpakket van Drachten bevindt zich de keileem van de Formatie van Drente. Waar de Formatie van Drente afwezig is, gaat het laagpakket over in de Formatie van Boxtel en wordt het onderscheid gemaakt op basis van de toename van glaciaal grind. Het Laagpakket van Drachten is slechts op weinig plaatsen herkend door gelijkenis met de Formatie van Boxtel.